# Iñaki Perurena
Pour l’article homonyme, voir Domingo Perurena.
Iñaki Perurena Gartziarena (Leitza, Navarre, 1956 -) est un sportif basque spécialiste dans la discipline du harri-jasotze (lever de pierre) de la force basque. Il a fait des incursions sur le plan culturel comme poète et bertsolari. Il est membre de l'association culturelle Nabarralde et il a publié des articles sur la défense de l'identité de la Navarre comme axe de la nationalité basque.

## Réalisations sportives
Leveur de pierres ou harrijasotzaile, il détient le record de 1 000 levers d'une pierre de 100 kg depuis 1999, sans interruption, en 5 heures et 4 minutes, tandis qu'en 1990, il a battu le record précédent en poids en soulevant une pierre de 315 kg. Il est capable de lever trois fois, avec une seule main, une pierre de 250 kg et de lever quatre fois, également avec une seule main, une pierre de 200 kg. Bien que son record du lever de pierre avec une main ait été fixé à 267 kg, il peut soulever une pierre de 320 kg en utilisant ses deux mains.
En 1989, la compétition de l'homme le plus fort du monde eut lieu à Saint-Sébastien (Espagne) : il fut invité à y participer mais il rejeta l'invitation.
Son fils, Ignacio Perurena, est aussi leveur de pierres et a reçu le soutien de son père.

## Télévision
Il est connu pour son rôle dans la série d'Etb 1 Goenkale, où il interprète Imanol. Il a aussi collaboré dans les programmes Euskal Herrian Barrena, Herriko Plaza et Piratak.
Il a participé à l'émission de Jacques Martin Incroyable mais vrai dans les années 80 sur Antenne 2.